# Ёлки 12
«Ёлки 12» — предстоящий российский комедийный новогодний фильм, режиссёрами которого стали: Ольга Долматовская, Юрий Коробейников, Борис Дергачёв, Андрей Силкин, а продюсерами: Тимур Асадов, Ара Хачатрян, Лала Рустамова, Мария Затуловская, Дмитрий Пачулия. Фильм создан российской компанией «Bazelevs», выкупленной у Тимура Бекмамбетова в 2023 году. Является двенадцатой основной частью в серии фильмов, тринадцатой по счёту, а также прямым продолжением «Ёлки 11». Главные роли в ленте исполнили Дмитрий Нагиев, Рузиль Минекаев, Андрей Рожков, Надежда Маркина, Ольга Картункова, Андрей Максимов и Борис Дергачёв. Слоган фильма: «С наступающим!».
Сюжет фильма «Ёлки 12» будет включать несколько новелл, объединённых главной историей. В центре каждой из новелл — судьбы людей, так или иначе связанных через города. 
Премьера «Ёлок 12» намечена на 18 декабря 2025 года компанией «НМГ Кинопрокат» перед главным зимним праздником.

## Сюжет
«Ёлки 12», подобно предыдущим фильмами, рассказывает о чудесах, происходящих в канун самого любимого праздника жителей России. В эти волшебные дни судьбы множества людей из разных уголков страны переплетутся самым неожиданным образом. Одним и и сделать правильный выбор, чтобы вступить в Новый год с новыми надеждами.
Девятилетний Ваня из Кирова узнаёт, что мама и папа планируют развестись. В канун Нового года мальчик отправляется в Великий Устюг к Деду Морозу, чтобы лично попросить зимнего волшебника сохранить его семью. Пока Ваня заводит новых друзей и преодолевает трудности на своём пути, его напуганные родители занимаются его поисками. Ситуация осложняется тем, что им необходимо успеть всё исправить до наступления полуночи. 

## В ролях
- Дмитрий Нагиев — дядя Юра;
- Рузиль Минекаев — Дамир Соктоев;
- Андрей Рожков —
- Надежда Маркина —
- Ольга Картункова[5] —
- Андрей Максимов —
- Борис Дергачев —
- Константин Белошапка —
- Тина Стойилкович —
- Юлия Топольницкая —
- Дмитрий Журавлев —
- Мария Камова —
- Константин Каримов — Ваня
- Сергей Тупогуз — полицейский
- Николай Евстафьев —

## Производство
Летом 2025 года появилась официальная информация о составе исполнителей двенадцатой части франшизы. В съёмках приняли участие Дмитрий Журавлёв и Мария Камова (Маш Милаш).
В середине апреля 2025 года появилась информация о том, что режиссёром картины может стать Жора Крыжовников. Позднее стало известно, что он участвует в работе над проектом в качестве сценариста и креативного продюсера.
Официальный дистрибьютор проекта — национальная медиагруппа «Кинопрокат».
Производство осуществляет компания «Базелевс Продакшн». Проморолик фильма «Ёлки 12» вышел 1 июля 2025 года, его длительность — 18 секунд.

## Выпуск
Премьера фильма «Ёлки 12» состоится в кинотеатрах 18 декабря 2025 года.